# Austrocercella illiesi
Austrocercella illiesi är en bäcksländeart som beskrevs av Günther Theischinger 1984. Austrocercella illiesi ingår i släktet Austrocercella och familjen Notonemouridae.

## Underarter
Arten delas in i följande underarter:
- A. i. tarraensis
- A. i. illiesi